# 高丸インターチェンジ
高丸インターチェンジ （たかまるインターチェンジ）は、第二神明道路のインターチェンジで兵庫県神戸市垂水区潮見が丘にある。

## 道路
- E93 第二神明道路（3番）

## 接続する道路
- 神戸市道商大筋
- 神戸市道名谷高丸線

## 料金所

### 高丸料金所
- ブース数：1
  - ETC/一般：1

## 周辺
- アジュール舞子
- マリンピア神戸
- 舞子公園
- 五色塚古墳
- 兵庫県立星陵高等学校
- 神戸掖済会病院
- 神戸徳洲会病院

## 隣
E93 第二神明道路
(2) 名谷IC/JCT/PA（上り線のみ） - (3) 高丸IC - (4) 大蔵谷IC

## 補足
- 同インターチェンジの地下に神戸淡路鳴門自動車道の舞子トンネルが存在する。